# Croton guatemalensis
El algodoncillo (Croton guatemalensis) es una especie que pertenece a la familia Euphorbiaceae, algunos de sus nombres comunes son: sangrillo, sangre de drago, sangre, sangaree, cobalchi, copalchi.

## Clasificación y descripción
Es un árbol o arbusto que mide de 5–15 m de alto. Hojas de 5–15 cm de largo y 3–7 cm de ancho, acuminadas en el ápice, márgenes enteros, escasamente lepidotas (que está cubierto de tricomas en forma de escamas) y glabrescentes en la haz, densamente argénteo-lepidotas en el envés; pecíolos 1–5 cm de largo, sin glándulas apicales apareadas. Las flores se encuentran en racimos bisexuales, axilares, a veces pseudoterminales, miden de 2–13 cm de largo, con 1–3 flores pistiladas; flores estaminadas con pedicelos 1,5–4 mm de largo, sépalos 2–2.5 mm de largo, pétalos espatulados (en forma de espátula) miden aproximadamente 3 mm de largo, hirsútulos adaxialmente (con pelos largos y ásperos, perpendiculares a la superficie que cubre), glabros abaxialmente, estambres 12–20, filamentos glabros o ligeramente hirsútulos en su parte inferior, anteras 1–1,3 mm de largo; flores pistiladas con pedicelos hasta 5–13 mm de largo cuando en fruto, sépalos de 2,8–3,5 mm de largo, enteros, pétalos elípticos, 3–3,3 mm de largo, ovario lepidoto, estilos de 5–6 mm de largo. Los frutos son cápsula 13–15 mm de ancho; semillas elipsoidales, comprimidas, 10,5–15 mm de largo, cóncavas, lisas.

## Distribución y ambiente
Bosques siempre verdes y selvas. Se encuentra a una altitud de 160 – 1600 m s. n. m. México (Chiapas), Guatemala, El Salvador, Honduras, Nicaragua, Costa Rica, Panamá.

## Estado de conservación
Se utiliza como melífera, construcción de herramientas de trabajo, leña, poste. Esta especie tiene una categoría de especie en Protección especial (PR) según la NOM-059-ECOL-2010.